# 제3인사단
제3인사단(3rd Personnel Group (3rd PG))은 미국 육군 제3(III)군단의 인사부대였다.

## 역사
제2차 세계 대전이 발발하고 1942년 3월 25일, 메사추세츠 주, 캠프 에드워즈에서 제3보충창으로 창설되었다. 유럽 전구에 보내어져 전력을 상실하는 아군을 지원하였다. VE데이를 맞은 후, 독일에서 주둔하다가 1947년 5월 1일에 해산하였다.
1990년 9월 15일에 재창설설되고 얼마있지 않아 걸프 전쟁에 대비하여 쿠웨이트로 보내졌다. 제502, 546인사근무중대는 10월 10일에 각각 리야드와 다란에 배치되어 군단, 사단이 아닌 부대에 인사근무지원을 하였다. 12월 17일, HHD와 제21보충분견대가 리야드와 다란에 배치되었고 몇주 후에 제21보충분견대는 칼리드 국왕 군사도시로 옮겨갔다.
제10인사사령부에서 윌리엄 파고니스 중장의 제22지원사령부로 전속되었다. 이듬해 1월에 북쪽으로 이동한 제7(VII), 제18(XVIII)공수군단을 지원하였다.
2003년 7월 9일, 제3인사단은 해체되었다. 제3인사단 말고도 콜로라도주, 포트 카슨의 제1보병사단의 1인사단, 이라크에 배치된 제18공수군단의 18인사단도 해체되었다.

## 부대

### 걸프 전쟁
- 본부 및 본부분견대
- 제1인사근무대대 (P&A) (임시) - 다란
  - 제1241총무중대 (직접)
  - 제644인사근무중대
  - 제834총무중대 (종합)
  - 제602인사근무중대
- 제3인사관리대대 (P&A) (임시) - 칼리드 국왕 군사도시
  - 제320총무중대 (종합)
  - 제766총무중대 (직접)
  - 제442인사근무중대
  - 제21보충(정규화)분견대
- 제386인사근무대대 (P&A) - 다란; 1991년 1월
  - 제23보충(정규화)분견대
  - 제21보충(정규화)분견대
  - 제576보충(정규화)분견대

### 마지막
- 제1인사근무대대 - 캔사스 주 포트 라일리, 제1보병사단 지원.
- 제4인사근무대대 - 콜로라도주 포트 카슨, 제4보병사단 지원.
- 제15인사근무대대, 제1기병사단 지원.
- 제502인사근무대대, 제2기갑사단 지원.
- 제546인사근무대대
- 제21보충중대
- 제151총무중대 (우편)

## 기록

### 소속
- 제3인사사령부
- 제10인사사령부
- 제22지원사령부

### 계보
- 1940년 7월 1일, 정규군 배정, 3rd Replacement Depot→제3보충창
- 1990년 8월 16일, Headquarters and Headquarters detachment, 3rd Personnel Group→제3인사단, 본부 및 본부분견대

### 전역
| 스트리머                   | 내역          |
| -------------------------- | ------------- |
| 제2차 세계 대전, 유럽 전구 | 노르망디      |
| 제2차 세계 대전, 유럽 전구 | 북프랑스      |
| 제2차 세계 대전, 유럽 전구 | 라인란트      |
| 제2차 세계 대전, 유럽 전구 | 안데스-알자스 |
| 제2차 세계 대전, 유럽 전구 | 중앙유럽      |

## 같이 보기
- 제1인사단
- 제5인사단
- 제7인사단
- 제18인사단

## 참고
1. ↑  Harper Scott Clark (2003년 7월 9일). “3rd Personnel Group to deactivate at Hood”. 《tdtnews.com》 (영어). 2018년 8월 2일에 확인함.

- “Echelons Above Corps Personnel Service SupportIn Operation Desert Shield and Desert Storm” (PDF) (영어). 2017년 2월 19일에 원본 문서 (PDF)에서 보존된 문서. 2018년 8월 2일에 확인함.
- “3rd Personnel Group”. 《globalsecurity.org》 (영어). 2018년 8월 3일에 확인함.